# Stadio La Rosaleda
Lo Stadio La Rosaleda (sp. Estadio La Rosaleda) è uno stadio calcistico di Malaga, in Spagna, sede delle partite casalinghe del Málaga.
Edificato nel 1941, nel 2006 fu ristrutturato. Ha una capienza di 30 044 persone, che ne fanno il quarto stadio dell'Andalusia per capacità.
Durante il campionato del mondo 1982 ha ospitato le seguenti gare:
- Scozia -  Nuova Zelanda 5-2 (gruppo 6, 15 giugno)
- Unione Sovietica -  Nuova Zelanda 3-0 (gruppo 6, 18 giugno)
- Unione Sovietica -  Scozia 2-2 (gruppo 6, 22 giugno)